# 贫育早熟禾
贫育早熟禾（学名：Poa sterilis）为禾本科早熟禾属下的一个种。